# GW151226
GW151226 là một tín hiệu sóng hấp dẫn đo được trực tiếp bởi hai trạm thăm dò của LIGO vào ngày 26 tháng 12 năm 2015. Ngày 15 tháng 6 năm 2016, nhóm Hợp tác Khoa học LIGO và Virgo thông báo họ đã xác nhận được tín hiệu này đích thực gây bởi sóng hấp dẫn, và nó trở thành tín hiệu thứ hai, sau GW150914, và được công bố sau bốn tháng trong cùng một năm.

## Đo sự kiện
Tín hiệu thu được bởi LIGO vào lúc 03:38:53 UTC, trong đó trạm Hanford đo được tín hiệu trễ hơn 1,1 milli giây sau trạm Livingston (do đường nối giữa hai trạm không song song với đầu sóng).